# Ípsilon Sagittarii
Ípsilon Sagittarii o Upsilon Sagittarii (υ Sagittarii / υ Sgr / 46 Sagittarii) es un sistema estelar en la constelación de Sagitario de magnitud aparente +4,58.
Se encuentra a 1800 ± 225 años luz del sistema solar.
Ípsilon Sagittarii es una estrella binaria que ha sido clasificada como B2V+A2I, F2+B8 o B0I.
Hoy, se cree que lo que se observa es la componente visible del sistema, una supergigante de tipo espectral A; además, la clase espectral parece variar a lo largo del tiempo.
Con una temperatura efectiva de 12.600 K, las características físicas de esta estrella no son bien conocidas.
Puede tener una luminosidad entre 7.200 y 18.000 soles y un radio entre 18 y 28 radios solares.
En cuanto a su masa, ésta se estima entre 8 y 10 veces la del Sol.
Completaría el sistema una compañera invisible —observada en el ultravioleta— cuyo brillo es unas 100 veces inferior al de la supergigante.
Sin embargo, esta estrella no visible parece ser un 60% más masiva que la visible.
Por otra parte, el sistema está rodeado por una envoltura o disco, lo que da lugar a la incertidumbre en el tipo espectral y provoca la variación de éste con el tiempo.
El período orbital de esta binaria es de 137,9 días y la separación media entre las dos componentes es de 1,25 UA.
Es una binaria eclipsante cuyo brillo varía 0,08 magnitudes.
De especial interés es su peculiar composición química.
Es una estrella muy deficiente en hidrógeno y, en contrapartida, muy rica en helio así como en carbono y nitrógeno.
Se piensa que dicha composición es el resultado de que la supergigante ha perdido una parte importante de sus capas externas y de que está fuertemente distorsionada por la atracción gravitatoria de la masiva compañera invisible.
La transferencia de masa de la supergigante hacia su compañera provoca la confusión que se observa en su espectro.